# Тања Ћирковић Величковић
Тања Ћирковић Величковић (Смедеревска Паланка, 16. септембар 1972) је српска хемичарка и члан САНУ. Основну школу и гимназију завршила је у Смедеревској Паланци. Студије биохемије на Хемијском факултету Универзитета у Београду уписала је 1991, а завршила 1995. године са просечном оценом 9.58. Магистрирала је 1999, а докторирала 2002. године на истом факултету из области биохемије.
За дописног члана САНУ изабрана је 8. новембра 2018. године. Од оснивања до данас професор Т. Ћирковић Величковић је руководилац Центра изврсности за молекуларне науке о храни Хемијског факултета Универзитета у Београду.

## Научно-истраживачки рад
Научно-истраживачки и наставни рад проф. Тање Ћирковић Величковић започео је 1995. године, када је изабрана за асистента на Катедри за биохемију Хемијског факултета Универзитета у Београду. У звање доцента изабрана је 2003. године, у звање ванредног професора 2008. године, а звање редовног професора стиче 2013. године. Од 2016. године проф. Ћирковић Величковић је и изабрани редовни професор Универзитета у Генту, Факултета за инжењеринг у бионаукама. У оквиру овог ангажмана, део радног времена проводи у Јужној Кореји, на кампусу Гент Универзитета, где у зимском семестру предаје и где је и директор Центра за хемију и технологију хране.
Област научне делатности професор Т. Ћирковић Величковић је биохемија, са посебним фокусом на хемију хране, протеомику и молекуларну алергологију. У периоду до избора у звање ванредног професора, Тања Ћирковић Величковић бавила се испитивањем молекуларних аспеката алергености респираторних алергена и алергена хране, као и дизајном нових терапеутика алергијских обољења. Након тога наставља да се бави проблематиком из области молекуларне алергологије, а постепено развија и проблематику која се бави испитивањима везе између структуре и функције макро- и микронутријената, као и утицаја савремених поступака обраде хране (хемијским, физичким и ензиматским методама) на безбедност и функционалност хране. Приступ проблематици је савремен и мултидисциплинаран и обухвата у потпуности заокружена биохемијска испитивања различитих биолошки активних молекула (протеина, полифенола, полисахарида) на молекуларном нивоу, ћелијским модел системима, животињским моделима, али и клиничка испитивања кроз сарадњу са већим бројем сарадника у земљи и иностранству. Након избора у звање редовног професора све више се бави развојем и применом метода протеомике и масене спектрометрије високе резолуције у областима молекуларних наука о храни. У последње време, проф. Ћирковић Величковић комбинује најсавременије експерименталне методе са теоријским методама и моделима у свом научном раду.

## Стручно усавршавање
Део свог стручног и научног усавршавања обавила је на Универзитету у Берлину (Немачка) током 2001. године (3 месеца), на Католичком универзитету у Новом Леувену (Белгија) током 2003. године (2 месеца), на Универзитету у Кардифу (Кардиф, Уједињено Краљевство) током 2004. године (3 месеца), као и на Универзитету у Илиноису (Чикаго, САД) током 2011. године (3 месеца). Једногодишње постдокторске студије на Каролинска институту (Штокхолм, Шведска) завршила је у периоду 2004–2005. године, где се усавршавала у области имунологије и алергологије.
Професор Т. Ћирковић Величковић је добитник неколико стипендија, као што су стипендија МПНТР за постдокторско усавршавање у иностранству (2011), EAACI Research Fellowship Major Award (2004) и Coimbra Group Academic Mobility Scheme Program Fellowship Award (2003).
Т. Ћирковић Величковић је и добитник Медаље СХД за успех и прегалаштво у науци (2005), Награде Владе Републике Србије младим истраживачима (2000), Награде МПНТР за А1 категорију (2004), као и бројних захвалница, укључив и две захвалнице за допринос развоју Хемијског факултета.

## Селективна библиографија
Библиографија проф. Т. Ћирковић Величковић обухвата више од 150 јединица. Објавила је једну књигу, 4 поглавља у књигама, 84 научна рада (од чега пет прегледних радова и 79 оригиналних научних радова), одржала је 10 предавања и имала је више од 50 саопштења на међународним и националним научним скуповима. Око две трећине радова, укупно 55, је објављено у врхунским међународним часописима и међународним часописима од изузетне вредности са високим импакт факторима, као што су: Comprehensive Reviews in Food Science and Food Safety, Molecular Nutrition and Food Research, Food Chemistry, Nature Biotechnology, Scientific Reports, Allergy, Food Hydrocolloids, Journal of Allergy and Clinical Immunology, Clinical & Experimental Allergy, Journal of Proteomics, Journal of Molecular Biology.
Следи списак изабраних радова проф. Т. Ћирковић Величковић.
Књига
1. Food allergens : biochemistry and molecular nutrition / Tanja Ćirković Veličković, Marija Gavrović-Jankulović. – New York [etc.] : Springer, c2014. – XIII, 208 p. : ill. ; 24 cm. – (Food Microbiology and Food Safety).  978-1-4939-0840-0.; e- 978-1-4939-0841-7.

Научни радови
1. Influence of peanut matrix on stability of allergens in gastric-simulated digesta: 2S albumins are main contributors to the IgE reactivity of short digestion-resistant peptides / I. Prodic, D. Stanic‐Vucinic, D. Apostolovic, J. Mihailovic, M. Radibratovic, J. Radosavljevic, L. Burazer, M. Milcic, K. Smiljanic, M. van Hage, T. Cirkovic Velickovic // Clinical and Experimental Allergy. ISSN 0954-7894. 48 : 6 (2018) 731–740.
2. The role of dietary phenolic compounds in protein digestion and processing technologies to improve their antinutritive properties / Tanja D. Cirkovic Velickovic, Dragana J. Stanic‐Vucinic // Comprehensive Reviews in Food Science and Food Safety. ISSN 1541-4337. 17 : 1 (2018) 82–103.
3. Characterization and effects of binding of food-derived bioactive phycocyanobilin to bovine serum albumin / Simeon Minic, Dragana Stanic-Vucinic, Mirjana Radomirovic, Milica Radibratovic, Milos Milcic, Milan Nikolic, Tanja Cirkovic Velickovic // Food Chemistry. ISSN 0308-8146. 239 (2018) 1090–1099.
4. Design of coiled-coil protein-origami cages that self-assemble in vitro and in vivo / Ajasja Ljubetič, Fabio Lapenta, Helena Gradišar, Igor Drobnak, Jana Aupič, Žiga Strmšek, Duško Lainšček, Iva Hafner-Bratkovič, Andreja Majerle, Nuša Krivec, Mojca Benčina, Tomaž Pisanski, Tanja Ćirković Veličković, Adam Round, José María Carazo, Roberto Melero, Roman Jerala // Nature Biotechnology. ISSN 1087-0156. 35 : 11 (2017) 1094–1101.
5. Antioxidative capacity and binding afﬁnity of the complex of green tea catechin and beta-lactoglobulin glycated by the Maillard reaction / Marija Perusko, Ayah Al-Hanish, Jelena Mihailovic, Simeon Minic, Sara Trifunovic, Ivana Prodic, Tanja Cirkovic Velickovic // Food Chemistry. ISSN 0308-8146. 232 (2017) 744–752.